# Улица Лочу (Рига)
Улица Ло́чу (латыш. Loču iela) — улица в Курземском районе города Риги, в северной части острова Кипсала. Пролегает в направлении с востока на запад по всей ширине острова, от основного русла Даугавы до канала Зундс (в этих границах показана на картах первой половины XX века). По состоянию на 2022 год, фактически существует участок от улицы Матрожу до улицы Оглю и его дальнейшее продолжение до условного перекрёстка с Баласта дамбис (оканчивается тупиком на берегу Даугавы).

## Описание
По официальным данным, длина улицы Лочу составляет 173 метра. Имеется асфальтовое покрытие на отрезке 88 метров западнее перекрёстка с ул. Оглю; на остальной части улицы покрытия нет, а между ул. Матрожу и набережной Зунда улица Лочу фактически не проложена, хотя и показана на кадастровой карте.
Наиболее крупной постройкой на улице Лочу является бизнес-центр «Кипсала» (адрес: Баласта дамбис, 80А), где размещены офисы и склады предприятий разных сфер деятельности.

## История
На плане города 1876 года служит северной границей застройки Кипсалы, не подписана. Впервые встречается в городских адресных книгах в 1881 году под названием Лоцманская улица (нем. Lootsensche Strasse или Lotsenstrasse, латыш. Lasmaņu iela). В 1921 году латышское название Lasmaņu iela было изменено на Loču iela; других переименований улицы не было.
По улице Лочу проходит граница градостроительного памятника государственного значения «Историческая застройка Кипсалы»; таким образом, вся нечётная сторона улицы находится в охраняемой зоне.